# Comté de Beaufort (Caroline du Sud)
Pour les articles homonymes, voir Comté de Beaufort et Beaufort.
Le comté de Beaufort est l’un des 46 comtés de l’État de Caroline du Sud, aux États-Unis. Son siège est la ville de Beaufort. Selon le recensement de 2020, la population du comté est de 187 117 habitants. 
Le comté de Beaufort possède un aéroport (Beaufort County Airport, code AITA : BFT).

## Géographie
Le comté a une superficie de 2 390 km², dont 1 520 km² est de terre. 

## Démographie
| 1790   | 1800   | 1810   | 1820   | 1830   | 1840   |
| ------ | ------ | ------ | ------ | ------ | ------ |
| 18 753 | 20 428 | 25 887 | 32 199 | 37 032 | 35 794 |

| 1850   | 1860   | 1870   | 1880   | 1890   | 1900   |
| ------ | ------ | ------ | ------ | ------ | ------ |
| 38 805 | 40 053 | 34 359 | 30 176 | 34 119 | 35 495 |

| 1910   | 1920   | 1930   | 1940   | 1950   | 1960   |
| ------ | ------ | ------ | ------ | ------ | ------ |
| 30 355 | 22 269 | 21 815 | 22 037 | 26 993 | 44 187 |

| 1970   | 1980   | 1990   | 2000    | 2010    | 2020    |
| ------ | ------ | ------ | ------- | ------- | ------- |
| 51 136 | 65 364 | 86 425 | 120 937 | 162 233 | 187 117 |